# Miriam Makeba
Zenzile Miriam Makeba, também chamada de "Mama Africa" (Joanesburgo, 4 de março de 1932 – Castel Volturno, 10 de novembro de 2008), foi uma cantora, compositora, atriz, embaixadora da boa vontade da ONU e ativista pelos direitos humanos e contra o apartheid sul-africana. Seus gêneros musicais incluíam o jazz, world music e afro-pop.
Filha de pais suazi e xhosa, Makeba foi forçada a encontrar trabalho ainda criança, após a morte do pai. Ela teve seu primeiro casamento com somente dezessete anos, num relacionamento aparentemente abusivo e do qual deu à luz sua única filha, em 1950. Sobreviveu a um câncer de mama. Seu talento musical foi reconhecido quando ainda era criança e começou a cantar profissionalmente na década de 1950 em conjuntos de seu país natal como os Cuban Brothers, os Manhattan Brothers e um grupo feminino, Skylarks, apresentando uma mistura de jazz, melodias tradicionais africanas e música pop ocidental. Em 1959 Makeba teve uma pequena participação no filme antiapartheid Come Back, Africa mas que foi suficiente para chamar atenção internacional e então apresentar-se em Veneza, Londres e Nova York. Em Londres conheceu o cantor estadunidense Harry Belafonte, que se tornou seu mentor e amigo. Ela então se mudou para Nova York, onde logo se tornou popular e gravou seu primeiro álbum solo em 1960. Sua tentativa de retornar à África do Sul naquele ano para o funeral da mãe foi impedida pelo governo do país.
A carreira de Makeba floresceu nos Estados Unidos. Ali ela teve a direção musical do brasileiro Sivuca a partir de 1964, realizando turnês e lançando vários álbuns e canções, sendo a mais popular "Pata Pata" (1967). Junto com Belafonte, ela recebeu um prêmio Grammy por seu álbum de 1965, An Evening with Belafonte/Makeba. Ela testemunhou contra o governo sul-africano nas Nações Unidas e envolveu-se no movimento pelos direitos civis. Ela se casou com Stokely Carmichael, líder do Partido dos Panteras Negras, em 1968. Como resultado, ela perdeu o apoio entre os americanos brancos. O governo dos EUA cancelou seu visto enquanto ela estava viajando para o exterior, o que forçou o casal a se mudar para a Guiné. Ela continuou a se apresentar, principalmente em países africanos, incluindo em várias celebrações de independência. Ela passou a escrever e executar músicas mais explicitamente críticas do apartheid; a canção "Soweto Blues" de 1977, escrita por seu ex-marido Hugh Masekela, era sobre o levante de Soweto. Depois que o apartheid foi desmantelado em 1990, Makeba voltou para a África do Sul. Ela continuou gravando e se apresentando, incluindo um álbum de 1991 com Nina Simone e Dizzy Gillespie, e apareceu no filme Sarafina!. Ela foi nomeada embaixadora da boa vontade da ONU em 1999 e fez campanha por causas humanitárias. Morreu de ataque cardíaco durante um show em 2008, na Itália.
Makeba, considerada a "imperatriz da canção africana", foi um dos primeiros músicos africanos a receber reconhecimento mundial. Ela trouxe a música africana para o público ocidental e popularizou a world music e o gênero afro-pop. Ela também popularizou várias canções críticas ao apartheid e se tornou um símbolo de oposição ao sistema, especialmente depois que seu direito de retorno foi revogado. Após sua morte, o ex-presidente sul-africano Nelson Mandela disse que "sua música inspirou um poderoso sentimento de esperança em todos nós".

## Primeiros anos
Zenzile Miriam Makeba nasceu no township negro de Prospect, perto de Joanesburgo. Sua mãe de etnia suazi, Christina Makeba, era uma sangoma (curandeira tradicional) e empregada doméstica. Seu pai xhosa, Caswell Makeba, era professor, e morreu quando ela tinha seis anos. Miriam informou mais tarde que antes de sua concepção sua mãe, que havia se curado de um câncer de mama tratado de forma pouco convencional, tinha sido advertida de que mais uma gravidez poderia ser-lhe fatal, e que ela e o filho poderiam não sobreviver. A sua avó, que assistira ao parto, murmurava durante a recuperação de Christina a palavra xhosa "uzenzile" (que significa "você mesma é a responsável por isso", forma tradicional de dar suporte às dificuldades na vida), o que a teria inspirado a dar à filha o nome de "Zenzile".
Quando Miriam tinha dezoito dias de nascida sua mãe foi presa e sentenciada a seis meses de prisão por vender umqombothi — um tipo de cerveja caseira feita de malte e fubá. A família não tinha como pagar a pequena multa necessária para evitar a pena de prisão, de forma que ela passou os primeiros seis meses de sua vida na cadeia.
Quando criança, Miriam frequentou por oito anos uma escola primária metodista para negros, o Kilnerton Training Institute, onde ela cantava no coro. Já naquela época seu talento para o canto recebera elogios. Recebeu o batismo como protestante e cantava em coros de igreja em inglês, xhosa, sotho e zulu; ela declarou que havia aprendido a cantar em inglês antes mesmo de falar o idioma. A família se mudou para o Transvaal (norte do país) ainda em sua infância, e Caswell trabalhou para a Shell. Após a morte do pai ela se viu forçada a encontrar um emprego, então passou a fazer serviços domésticos, e trabalhou como babá. Ela se descreveu como uma pessoa tímida, na época. Sua mãe trabalhava para famílias brancas em Joanesburgo e, assim, passou a viver longe dos seis filhos. Miriam morou algum tempo com a avó e muitos primos, em Pretória.
Foi influenciada pelos gostos musicais da família. Sua mãe tocava vários instrumentos tradicionais e seu irmão mais velho colecionava discos, incluindo os de Duke Ellington e Ella Fitzgerald, e ensinava-lhe as canções. Seu pai tocava piano e, assim, sua inclinação para a música foi aceita pela família para uma carreira que era vista como uma escolha arriscada.
Em 1949 ela se casou com James Kubay (apelidado Gooli), um policial em treinamento quatro anos mais velho; ela tinha dezessete anos quando retomou o relacionamento com esse velho conhecido do colégio; ela então trabalhava como lavadeira, pois a mãe adoecera, e descobriu que estava grávida. Sozinha, pois a mãe viajara à Suazilândia (então um protetorado britânico) para tratar-se por "métodos tradicionais", ela teve que morar com a família de Gooli enquanto este continuava o curso preparatório e preparavam o casamento, e a futura sogra a tratava mal. Em 20 de dezembro nasceu sua única filha, Bongi Makeba, e o marido a agredia. Ela foi então diagnosticada com câncer de mama e seu marido, que a teria espancado, deixou-a pouco tempo depois, num casamento que durou dois anos. Uma década mais tarde ela novamente superaria outro câncer, realizando uma histerectomia.

### Começo da carreira
Miriam começou sua carreira na música profissional no conjunto local Cuban Brothers, grupo sul-africano de close harmony, exclusivamente masculino, onde fazia covers de canções populares dos Estados Unidos. Pouco depois, aos vinte e um anos, ela se juntou a um grupo de jazz chamado Manhattan Brothers, onde realizava uma mistura de canções sul-africanas e peças da música negra estadunidense. Ela era a única mulher do grupo. Com eles gravou seu primeiro sucesso em 1953 — "Laku Tshoni Ilanga" — e ganhou reputação nacional na música. Em 1956 ela se juntou a um novo grupo feminino, the Skylarks, onde interpretava um misto de jazz e melodias sul-africanas tradicionais. Formado pela produtora local Gallotone Records, o conjunto era também conhecido como the Sunbeams. Ela integrou o the Skylarks enquanto os Manhattan Brothers excursionavam no exterior; mais tarde ela iria acompanhá-los em outras viagens. No grupo feminino Miriam interpretou ao lado da cantora rodesiana Dorothy Masuka, cujo trabalho ela seguia, assim como o de Dolly Rathebe. Várias peças de the Skylarks deste período se tornaram populares; o historiador musical Rob Allingham mais tarde descreveria o grupo como "verdadeiro criador de tendências, com uma harmonização nunca antes ouvida". Miriam não recebeu royalties por seu trabalho no the Skylarks.
Sua fama transcendeu o país natal, irradiando-se pelos países vizinhos onde excursionou com os Manhattan Brothers; essas nações passavam por um processo de busca pela libertação dos colonizadores europeus e, em 1954, quando percorreram o Congo Belga, Moçambique (então uma colônia de Portugal) e as Rodésias do Sul e do Norte (atuais Zimbábue e Zâmbia, ocasião em que visitou as Cataratas de Vitória), ela pôde perceber que a condição do negro nas colônias, mesmo na própria África, era difícil e muitas vezes sua presença era proibida em alguns hotéis e eles tinham que se alojar nas áreas reservadas para os nativos. Miriam se lembra de que, nesta turnê, viu um outdoor com a sua imagem segurando uma Coca-Cola: além de não se lembrar de haver tirado a fotografia, ela jamais recebera nada pelo uso de sua imagem.
Os shows no país natal, ainda chamado de "União Sul-Africana", enfrentavam muitas dificuldades: muitas vezes o carro em que viajavam era parado pela polícia e eles tinham que mostrar-se submissos ante as humilhações perpetradas. Num episódio narrado por ela numa de suas memórias, ao retornar de um show em Durban ela pegou carona com a dupla de comediantes Matthw Mbatha e Victor Makize; no trajeto, o veículo deles chocou-se com outro, ocupado apenas por brancos. Miriam pediu ajuda aos motoristas que passavam, até que foi por um deles reconhecida e levada a um hospital onde ela narrou o ocorrido e uma ambulância seguiu para lá - atendendo somente os brancos acidentados; graças à ajuda de jovens suazis, ela contratou um carro para levar os dois amigos a um hospital de Joanesburgo, onde ambos faleceram.
Ela tivera um romance interracial com o artista de origem indiana Sony Pillay, um dos primeiros dessa etnia a fazer sucesso no país; esse tipo de relacionamento era mal visto pela sociedade da época. Ambos participaram juntos da turnê "African Jazz and Variety", onde os negros somente poderiam assisti-los nos teatros em dias determinados. Mesmo se apresentando com as Skylarks, ela viajava com os artistas da turnê, enquanto o namoro com Sony atingia seu ápice e ele apresentava a ela artistas que desconhecia, como Elvis Presley. Durante uma das viagens o carro em que viajava foi parado pela polícia e uma arma foi encontrada, levando todos os artistas - ela inclusive - à prisão; graças à intervenção de seu contratante branco, Alfred Herbet (filho de uma famosa artista africâner), ela foi solta.
Em 1955, quando ainda se apresentava com os Manhattan Brothers, ela veio a conhecer Nelson Mandela, na época um jovem advogado; ele mais tarde se recordou desse encontro e que sentira então que aquela garota "ia ser alguém". Em 1956 a Gallotone Records lançou Lovely Lies, que foi o primeiro sucesso solo de Miriam: a letra original em xhosa falava sobre um homem que procurava sua amada em prisões e hospitais, e foi então vertida para uma letra em inglês inócua que dizia "você conta mentiras tão amáveis com esses dois amáveis olhos". O disco se tornou o primeiro álbum sul-africano a figurar no Billboard Top 100 dos Estados Unidos. Em 1957 ela foi destaque na capa da revista sul-africana Drum.

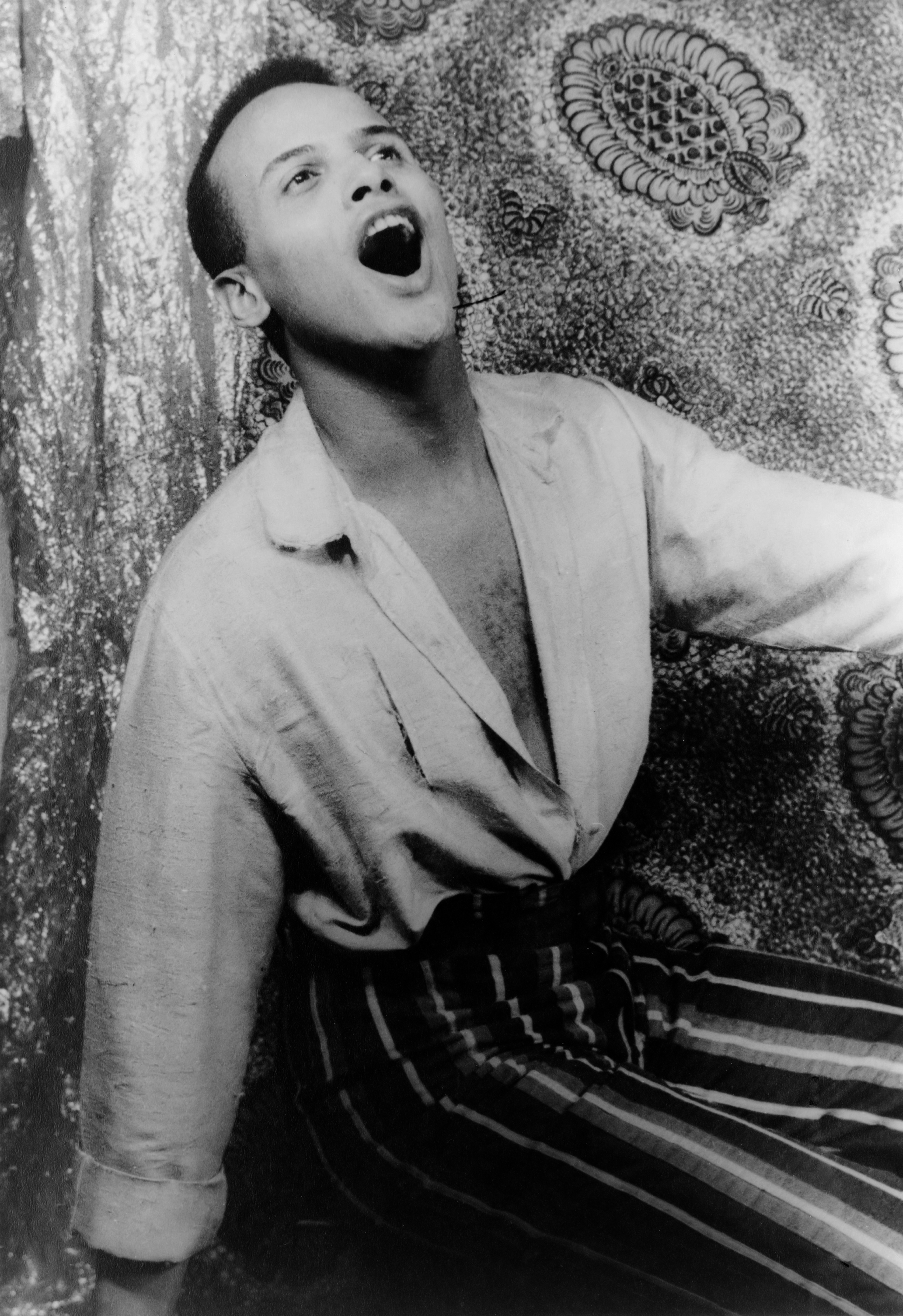
O cantor estadunidense Harry Belafonte conheceu Miriam em Londres e adotou-a como sua protegida.

Em 1959 interpretou o papel principal feminino na ópera jazz sul-africana inspirada nos musicais da Broadway, King Kong. Também estava no elenco o músico Hugh Masekela. O musical foi apresentado a público racialmente integrado, o que aumentou seu reconhecimento entre os brancos do país. Neste mesmo ano ela fez uma pequena aparição no filme Come Back, Africa, película antiapartheid produzida e dirigida pelo cineasta independente Lionel Rogosin, dos Estados Unidos. Rogosin a escalou após tê-la assistido apresentar-se no show African Jazz and Variety, onde ela se apresentou por dezoito meses. O filme, que misturava elementos de documentário e de ficção, teve que ser filmado em segredo, uma vez que o governo poderia ser hostil à sua realização. Nele Miriam aparece num palco e canta duas músicas, num total de quatro minutos de cena. Esse cameo causou enorme impressão sobre os espectadores e o diretor conseguiu-lhe um visto para que pudesse estar presente na estreia do filme na 24ª edição do Festival de Cinema de Veneza, na Itália, onde veio a se tornar vencedor do prestigiado Prêmio de Escolha da Crítica. A participação de Miriam no filme foi considerada crucial, como representante da identidade negra cosmopolita que também se conectava com os negros da classe operária, uma vez que seu diálogo era em língua zulu.
Sua participação no filme deu-lhe reconhecimento internacional e ela então viajou a Londres e Nova York para se apresentar. Em Londres ela conheceu o cantor estadunidense Harry Belafonte, que viria a se tornar seu mentor ajudando-a com as primeiras gravações solo. Nesta fase está incluída a canção "Pata Pata", que seria lançada muitos anos depois, e uma versão da tradicional canção em língua xhosa "Qongqothwane" e que foi executada por ela a primeira vez com as Skylarks. Embora Pata Pata - descrita pela revista Musician como uma "joia inovadora do afro-pop" - tenha se tornado a sua canção mais famosa, a própria Miriam a descreveu como "uma das minhas canções mais insignificantes". Quando estava na Inglaterra ela se casou com Sonny Pillay, um cantor de baladas sul-africano de ascendência indiana, um relacionamento que terminou em divórcio alguns meses depois.
Miriam se mudou para Nova York, fazendo sua estreia norte-americana em 1º de novembro de 1959 no The Steve Allen Show em Los Angeles, para uma audiência estimada de sessenta milhões. Já a estreia novaiorquina deu-se no Village Vanguard, pouco depois; ela cantou em xhosa e zulu, e executou uma canção folclórica iídiche. Estavam na plateia desse concerto Miles Davis e Duke Ellington; seu desempenho foi positivamente avaliado pela crítica. Ela inicialmente chamou a atenção de público e crítico por suas apresentações em jazz clubs, após o que sua reputação cresceu rapidamente. Belafonte, que a tinha ajudado na mudança para os Estados Unidos, cuidou da logística de suas primeiras apresentações. Ela então morava no Greenwich Village, junto a outros músicos e atores. Como era comum na sua profissão, ela enfrentou alguma insegurança financeira, e trabalhou como babá por um período.

## Exílio

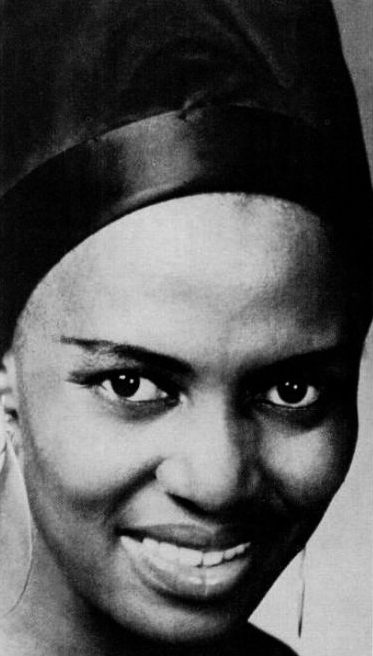
Miriam, em 1968

Logo após o massacre de Sharpeville, em 1960, Miriam soube que sua mãe havia morrido. Quando ela tentou voltar para casa para o funeral, descobriu que seu passaporte sul-africano havia sido cancelado. Dois membros de sua família haviam morrido no massacre, o que a deixara preocupada com os parentes que deixara no país natal, dentre eles sua própria filha, Bongi, então com nove anos de idade; em agosto daquele ano ela se juntou à mãe, nos Estados Unidos. Durante seus primeiros anos no país Miriam raramente cantava músicas de conteúdo explicitamente político, mas sua popularidade levou a uma inevitável conscientização sobre o sistema segregacionista e o movimento antiapartheid. Após as mortes em Sharpeville, ela sentiu-se com a responsabilidade de participar ativamente, pois ela conseguira deixar o país enquanto outros lá estavam enfrentando a repressão. Assim, ela passou a fazer críticas cada vez mais abertas contra o apartheid e o governo da minoria branca, enquanto antes do massacre ela evitara declarações políticas sobre a África do Sul.

### Estados Unidos
Sua carreira musical nos Estados Unidos continuou a florescer. Mal chegara e já se via conhecendo grandes astros como Bing Crosby ou Marlon Brando, e até mesmo Marilyn Monroe em sua performance durante o aniversário do presidente John F. Kennedy.
Ela assinou contrato com a gravadora RCA Victor e lançou seu primeiro álbum de estúdio em 1960 - "Miriam Makeba" - com apoio da banda de Belafonte. A RCA Victor optara por adquirir o contrato que ela tinha com a Gallotone Records e, apesar de ela não poder cantar na África do Sul, sua gravadora original recebera 45 mil dólares pelo acordo, de forma que Miriam não ganhou royalties por seu disco de estreia. A gravação incluía um dos seus maiores sucessos nos Estados Unidos, "Qongqothwane" (conhecida naquele país como "The Click Song", pois o público não conseguia pronunciar o título em língua xhosa). A revista Time definiu-a, então, como "o mais excitante novo talento para se cantar por muitos anos", e a Newsweek comparou sua voz aos "tons esfumados e frases delicadas" de Ella Fitzgerald e ao "calor intimista" de Frank Sinatra. O disco não obteve sucesso comercial, e Miriam foi então desligada da gravadora logo a seguir. Entretanto, foi recontratada pouco tempo depois quando a RCA Victor vislumbrou as possibilidades comerciais face ao crescente interesse pela cultura africana. Sua identidade sul-africana, que havia sido minimizada na primeira contratação, passou a ser exaltada na segunda vez a fim de tirar proveito daquele interesse. Ela então apareceu diversas vezes na televisão, muitas delas na companhia de Belafonte. Em 1962 ambos os artistas cantaram na festa de aniversário de John F. Kennedy no Madison Square Garden; ela não fora ao evento pois estava doente mas, como o presidente insistira em conhecê-la, Belafonte mandara um carro ir buscá-la.
Em 1964 ela lançou seu segundo álbum de estúdio pela RCA Victor, The World of Miriam Makeba. Um dos primeiros casos que foram classificados como world music, o disco alcançou a posição de oitenta e seis no Billboard 200. Sua música tinha um apelo interracial nos Estados Unidos: os brancos eram atraídos por sua imagem de artista africana "exótica", e os negros uniam suas próprias experiências de segregação racial à luta de Makeba contra o apartheid.
Em Nova York ela tinha a companhia de outros exilados e emigrados africanos, dentre os quais Hugh Masekela, com quem foi casada entre 1963 e 1968. Durante esse casamento eles foram vizinhos do músico de jazz Dizzy Gillespie em Englewood (Nova Jérsei), embora passassem a maior parte do tempo no Harlem. Neste período, conheceu os atores Marlon Brando e Lauren Bacall, os músicos Louis Armstrong e Ray Charles. Ela se tornou amiga de Nina Simone, cantora e ativista, como ainda do ator Cicely Tyson; ela e Simone se apresentaram juntas no Carnegie Hall. Ela figurava entre os artistas, intelectuais e ativistas negros que na época acreditavam no fortalecimento da união do movimento pelos direitos civis e a cultura popular, criando "um sentimento de vibração política e cultural entrelaçado"; outros nomes que participavam disto incluíam Maya Angelou e Sidney Poitier. Mais tarde ela registraria as dificuldades face à discriminação nos Estados Unidos, dizendo que: "Não havia muita diferença na América [da África do Sul]; foi um país que aboliu a escravidão, mas ergueu um apartheid à sua própria maneira".

### Sivuca e Makeba

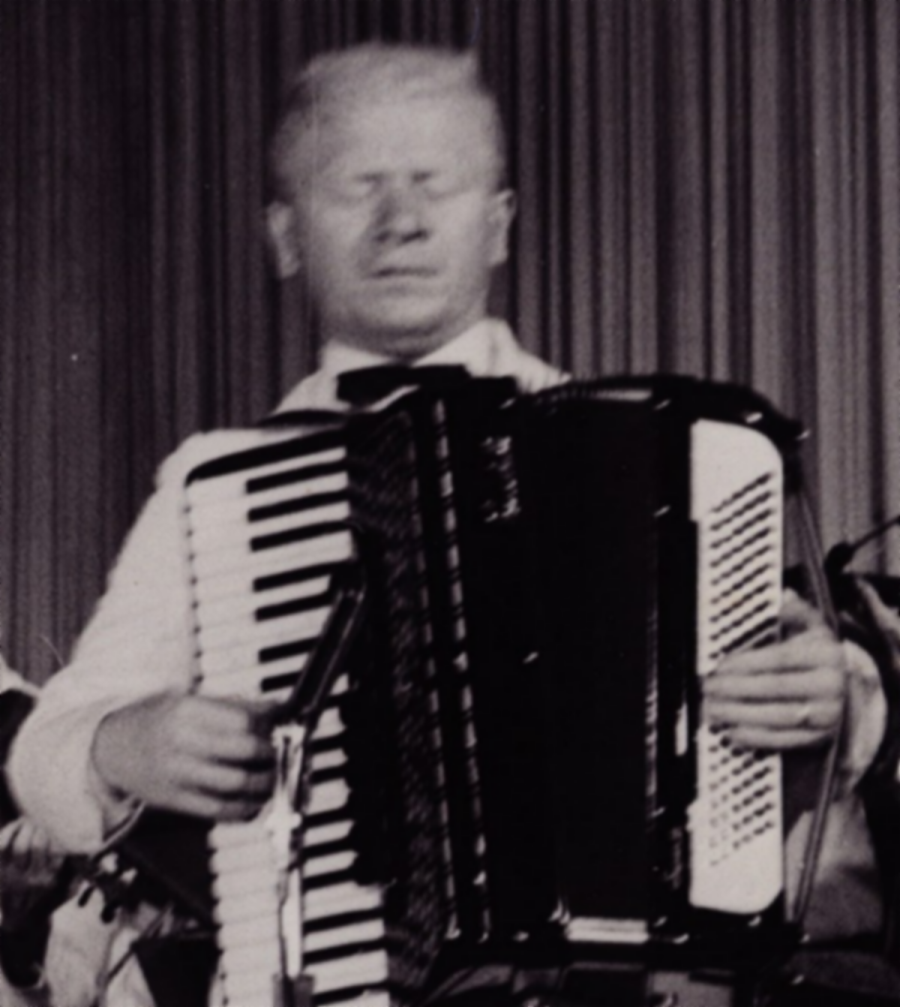
O músico brasileiro Sivuca trabalhou quatro anos com Miriam

Em 1964 o músico brasileiro Sivuca se mudou para Nova York e ali assumiu a direção musical de Makeba, com ela realizando vários shows e turnês internacionais. Sivuca, que fora para os Estados Unidos a convite da cantora Carmen Costa, passou a integrar o conjunto de músicos que excursionavam com Makeba, sobretudo tocando violão.
Na época a cantora fora morar em Nova Jérsei, ficando a filha Bongi em Nova York. Sivuca então fez um teste para tocar em sua banda. Como ele falava apenas francês e português, foi Bongi quem serviu de intérprete entre eles, e o músico paraibano apontou as semelhanças entre o ritmo brasileiro "balaio" e o africano "upacaga". Sivuca trabalhou com ela por quatro anos e meio, sendo ele quem fez os arranjos do maior sucesso dela - Pata Pata, e participou da gravação de três de seus discos. Em 1968 ela visitou o Brasil.
Em 2004 Sivuca relembrou que Miriam era muito amiga do Jorge Ben, e na sua audição ambos executaram a canção dele "Mas que nada"; entretanto fora o contrabaixista Don Payne quem o recomendara a realizar o teste; sobre o episódio, o músico brasileiro registrou o diálogo em francês com Bongi após tocar para Miriam: «“Sivuca, minha mãe quer saber onde é que o senhor aprendeu o ritmo sul-africano tão bem?" Eu disse: "Diga a ela que foi por assimilação. Estou fazendo um ritmo nordestino chamado balaio que é igual ao que ela chama de upacanga, da África do Sul". Aí fui logo contratado por ela». Em 1969, Sivuca chegou a ser agredido em Estocolmo por motivos racistas, por estar se apresentando junto a uma negra. Sivuca permaneceu no cast de Miriam até que ela teve seu trabalho boicotado nos Estados Unidos, e ele então passou a tocar com Belafonte.

### Viagens e ativismo

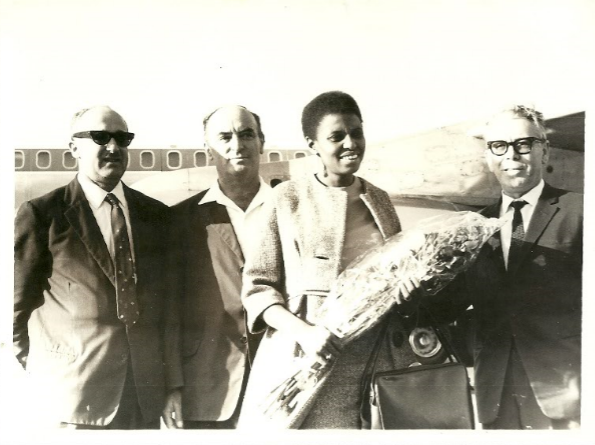
Makeba sendo recebida durante uma visita a Israel em 1963

A música de Miriam era popular também na Europa, para onde ela viajava e se apresentava com frequência. Seguindo um conselho de Belafonte, ela acrescentou ao seu repertório canções daquele continente e também da América Latina, de Israel e outras partes da África. Em 1962 ela visitou o Quênia em apoio à independência do país do domínio colonial britânico, e levantou fundos para o líder da causa emancipacionista Jomo Kenyatta. Naquele mesmo ano ela testemunhou perante a Comissão Especial das Nações Unidas para o Apartheid falando sobre os efeitos do sistema segregacionista, e pleiteando a adoção de sanções econômicas contra o governo da África do Sul. Ela pediu ainda um embargo de armas contra o país, com base no fato de que as armas vendidas a este seriam provavelmente usadas contra mulheres e crianças negras. Como resultado, sua música foi proibida no país natal, e sua cidadania e direito de retorno foram revogados. Ela então se tornou apátrida, mas logo recebeu passaportes da Argélia, da Guiné, da Bélgica e de Gana. Ao longo de sua vida ela teria nove passaportes, e teve a cidadania honorária concedida por dez países.
Logo após seu depoimento na ONU, Haile Selassie, imperador etíope, convidou-a para cantar na cerimônia de inauguração da Organização da Unidade Africana - a única intérprete a ser convidada. A punição do governo sul-africano se tornou bastante conhecida e Miriam se tornou uma "cause célèbre" junto aos liberais do Ocidente, bem como sua presença no movimento pelos direitos civis forneceu um elo entre este e a luta antiapartheid. Em 1964 ela aprendeu com um estudante queniano a canção "Malaika" nos bastidores de uma apresentação em São Francisco; esta música mais tarde se tornaria uma peça-chave em suas apresentações.

Você não resistiria se não tivesse direitos em seu próprio país porque a cor da sua pele é diferente da dos governantes e se você fosse punido até mesmo por pedir igualdade?

—Miriam Makeba
Ao longo da década de 1960 ela fortaleceu seu envolvimento com uma série de atividades políticas centradas nos negros, incluindo movimentos pelos direitos civis, antiapartheid, Consciência Negra e Black Power. Ela conhecera de forma breve o ativista estadunidense de origem trinidadiana Stokely Carmichael - líder do Student Nonviolent Coordinating Committee (Comitê de Coordenação Estudantil Não Violento, em livre tradução) e figura proeminente do Partido dos Panteras Negras - depois que Belafonte o convidara para assistir a um dos shows de Miriam; eles voltaram a se encontrar seis anos depois, em Conakry. Iniciaram um relacionamento que inicialmente foi mantido em segredo de todos, exceto dos familiares e amigos mais próximos. Ela participou de atividades para arrecadação de fundos para vários grupos de direitos civis, incluindo um show beneficente para a Conferência da Liderança Cristã do Sul em 1962, que o líder Martin Luther King Jr. chamou de "evento do ano". Após um concerto num comício em Atlanta em apoio a King, Makeba e outros tiveram sua entrada negada num restaurante como resultado das Leis Jim Crow, levando a um protesto televisionado em frente ao estabelecimento. A despeito disso, ela criticou a Conferência da Liderança Cristã do Sul de King por investir em empresas sul-africanas, informando à imprensa que "Agora o meu amigo de longa data apoia a perseguição do país ao meu povo e eu tenho que encontrar um novo ídolo". Sua identidade de mulher africana no movimento pelos direitos civis ajudou a criar "um consenso liberal emergente" de que a discriminação racial extrema, seja doméstica nos Estados Unidos ou internacional, era algo nocivo. Em 1964 ela testemunhou na ONU pela segunda vez, citando uma canção de Vanessa Redgrave no pedido por uma ação rápida contra o governo sul-africano.
Em 15 de março de 1966 Makeba e Belafonte receberam o Prêmio Grammy de Melhor Gravação Folclórica por An Evening with Belafonte/Makeba. O álbum retrata a situação política dos sul-africanos negros sob o apartheid, incluindo várias canções críticas ao governo sul-africano, como "Ndodemnyama we Verwoerd" ("Cuidado, Verwoerd" em livre tradução, uma referência a Hendrik Verwoerd, um dos arquitetos do apartheid). Foi um sucesso de vendas e aumentou a fama de Miriam nos Estados Unidos; a turnê que os dois realizaram após o lançamento do disco comumente tinha os ingressos esgotados e foi descrito como o melhor álbum que fizeram juntos. O uso de letras em suaíli, xhosa e sotho por Makeba passou ao púbico norte-americano a imagem de África "autêntica". Em 1967, mais de dez anos depois de ela haver gravado a música pela primeira vez, o single "Pata Pata" foi lançado nos Estados Unidos num álbum com o mesmo título, e se tornou um sucesso mundial. Durante a gravação desse disco ela e Belafonte tiveram um desentendimento, após o qual pararam de gravar juntos.

### Guiné

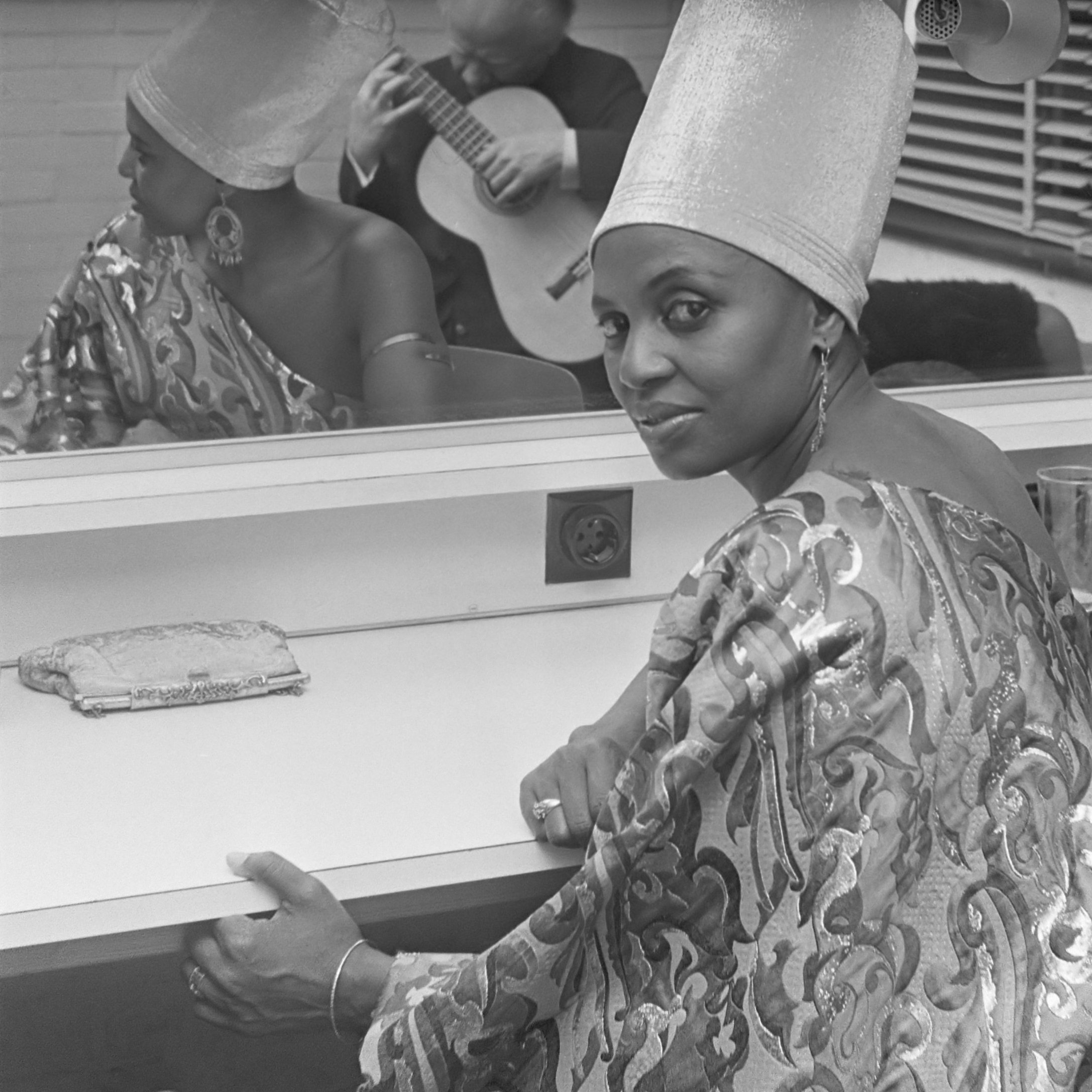
Miriam em 1969

Em março de 1968 ela se casou com Carmichael; isso fez com que sua popularidade nos Estados Unidos caísse acentuadamente. Os conservadores daquele país passaram a considerá-la uma militante extremista, imagem esta que afastou grande parte de sua base de fãs. Suas apresentações foram canceladas e a cobertura da imprensa diminuiu, apesar de seus esforços para retratar seu casamento como apolítico. O público branco estadunidense parou de apoiá-la e o governo se interessou por suas atividades: a Central Intelligence Agency (CIA) começou a segui-la e colocou microfones ocultos em seu apartamento, o Federal Bureau of Investigation (FBI) também a colocou sob vigilância. Enquanto ela e o marido realizavam uma viagem às Bahamas, ela foi proibida de retornar aos Estados Unidos e teve seu visto negado. Em razão disto, o casal se mudou para a Guiné, onde Carmichael mudou seu nome para Kwame Touré. Miriam não voltou ao território americano até 1987.
A Guiné passou a ser o lar de Miriam pelos quinze anos seguintes, e o casal se tornou próximo do presidente Ahmed Sékou Touré e de sua esposa, Andrée. Touré pretendia criar um novo estilo de música africana, e todos os músicos receberiam um salário-mínimo se praticassem por várias horas todos os dias. Miriam mais tarde declarou que “nunca vi um país que fizesse o que Sékou Touré fez pelos artistas". Após sua rejeição nos Estados Unidos ela começou a escrever músicas mais diretamente críticas às políticas raciais do governo daquele país, gravando e interpretando canções como “Lumumba” em 1970 (referência a Patrice Lumumba, o primeiro-ministro do Congo), e “Malcolm X”, em 1974.

Já havia vivido no exílio por 10 anos, e o mundo é livre, mesmo que alguns dos países dele não sejam, então fiz minhas malas e fui embora.

—Miriam Makeba
Neste período ela se apresentou com mais frequência em países africanos e, conforme estes se tornavam independentes das potências coloniais europeias, foi convidada a cantar em cerimônias de independência, como ocorreu no Quênia, Angola, Zâmbia, Tanganica e Moçambique. Em setembro de 1974 ela se apresentou, ao lado de vários outros artistas africanos e americanos, no festival Zaire 74, em Kinshasa. Ela também se tornou diplomata de Gana, e foi nomeada delegada oficial da Guiné junto à ONU, em 1975. Naquele mesmo ano ela discursou na Assembleia Geral das Nações Unidas. Ela continuou a se apresentar na Europa e na Ásia, além de seus shows em África, mas não nos Estados Unidos, onde um boicote “de fato” estava em vigor. Suas apresentações africanas eram bastante populares: ela fora apresentada como destaque do FESTAC 77, um festival de artes pan-africano que ocorreu em 1977 na Nigéria e, durante uma apresentação de “Pata Pata” na Libéria, o estádio fez tanto barulho que ela foi incapaz de concluir a canção. "Pata Pata", tanto como suas outras músicas, foi banida da África do Sul. Outra música sua que foi apresentada com frequência neste período foi "Nkosi Sikelel' iAfrika", embora ela nunca a tenha gravado. Miriam contou mais tarde que foi nessa época que ela aceitou o apelido de “Mama África”.
Em 1976 o governo sul-africano substituiu o inglês pelo africâner como idioma de instrução em todas as escolas, dando início ao levante de Soweto. Entre 15 000 e 20 000 alunos participaram; despreparada, a polícia abriu fogo contra as crianças que protestavam, matando centenas e ferindo mais de mil. Hugh Masekela compôs "Soweto Blues" em resposta ao massacre, tendo Miriam como sua intérprete, tornando-se esta canção um marco em suas apresentações ao vivo por muitos anos. Uma crítica da revista Musician declarou que a canção tinha uma "letra extremamente justa" sobre a revolta que "cortou até o osso".
Em 1973 ela se separou de Carmichael, e em 1978 se divorciaram; em 1981 ela se casou novamente com Bageot Bah, executivo de uma companhia aérea.

### Bélgica
Olho para uma formiga e me vejo: uma sul-africana nativa, dotada pela natureza de uma força muito maior do que meu tamanho para enfrentar o peso de um racismo que esmaga meu espírito. Eu olho para um pássaro e me vejo: uma sul-africana nativa, pairando acima das injustiças do apartheid com as asas do orgulho, o orgulho de um povo bonito.

—Miriam Makeba
A filha de Makeba, Bongi, que era cantora por seus próprios méritos e muitas vezes acompanhava sua mãe no palco, morreu no parto em 1985. Makeba ficou responsável por seus dois netos e decidiu se mudar da Guiné. Ela então se estabeleceu em Woluwe-Saint-Lambert, distrito da capital belga, Bruxelas. No ano seguinte ela foi apresentada a Paul Simon por Masekela e, alguns meses depois, participou da turnê de Graceland, grande sucesso de Simon. A turnê terminou com dois shows realizados em Harare, no Zimbábue, que foram filmados para o lançamento em 1987 como "Graceland: The African Concert. Após percorrer o mundo ao lado de Simon, Miriam foi contratada pela Warner Bros. Records e então ela lançou Sangoma ("Healer"), um álbum de cânticos de cura em homenagem a sua mãe, que era uma sangama. Sua participação com Simon nos shows finais causou polêmica: Graceland foi gravado na África do Sul, quebrando o boicote cultural imposto ao país e, portanto, a participação de Makeba na turnê foi considerada uma violação ao boicote (algo que a própria Makeba endossara).
Durante a preparação da turnê ela trabalhou com o jornalista James Hall para escrever uma autobiografia intitulada Makeba: My Story. O livro traz descrições de sua experiência com o apartheid e também críticas ao mercantilismo e consumismo que ela vivenciara nos Estados Unidos. O livro foi traduzido para cinco idiomas. Em 11 de junho de 1988 ela participou do Nelson Mandela 70th Birthday Tribute, um concerto de música popular realizado no Estádio de Wembley, em Londres, que foi transmitido para um público de 600 milhões de espectadores de 67 países. Aspetos políticos do show foram grandemente censurados nos Estados Unidos pela rede de televisão Fox. Apesar disto, o uso da música como meio de aumentar a conscientização mundial sobre o apartheid valeu a pena: uma pesquisa após o show identificou que, entre pessoas com idades entre 16 e 24 anos, três quartos sabiam sobre Mandela e apoiavam a sua libertação.

## Retorno à África do Sul, anos finais e morte
Em consequência da crescente pressão do movimento antiapartheid, tanto doméstica quanto internacionalmente, em 1990 o presidente sul-africano Frederik Willem de Klerk reverteu a proibição do Congresso Nacional Africano e outras organizações antissegregacionistas, e anunciou que Mandela seria libertado. Ele saiu da prisão em fevereiro daquele ano. Mandela então convenceu Miriam a retornar ao país e, finalmente, no dia 10 de junho e usando seu passaporte francês, era voltou à terra natal após o exílio de trinta e um anos.
Miriam foi recebida por uma multidão de admiradores e amigos, e junto aos artistas presentes cantou o hino do movimento contra o apartheid, "God Bless Africa"; embora suas canções estivessem novamente liberadas no país desde o ano anterior, ela não programara nenhuma apresentação oficial, e declarou que pretendia visitar os amigos e parentes durante as duas semanas que passaria no país, bem como disse que: "Estou muito feliz por estar em casa. Mas acho que ficarei ainda mais feliz quando puder voltar a cantar para meu povo, onde não terei que explicar minhas canções, porque eles vão entender".

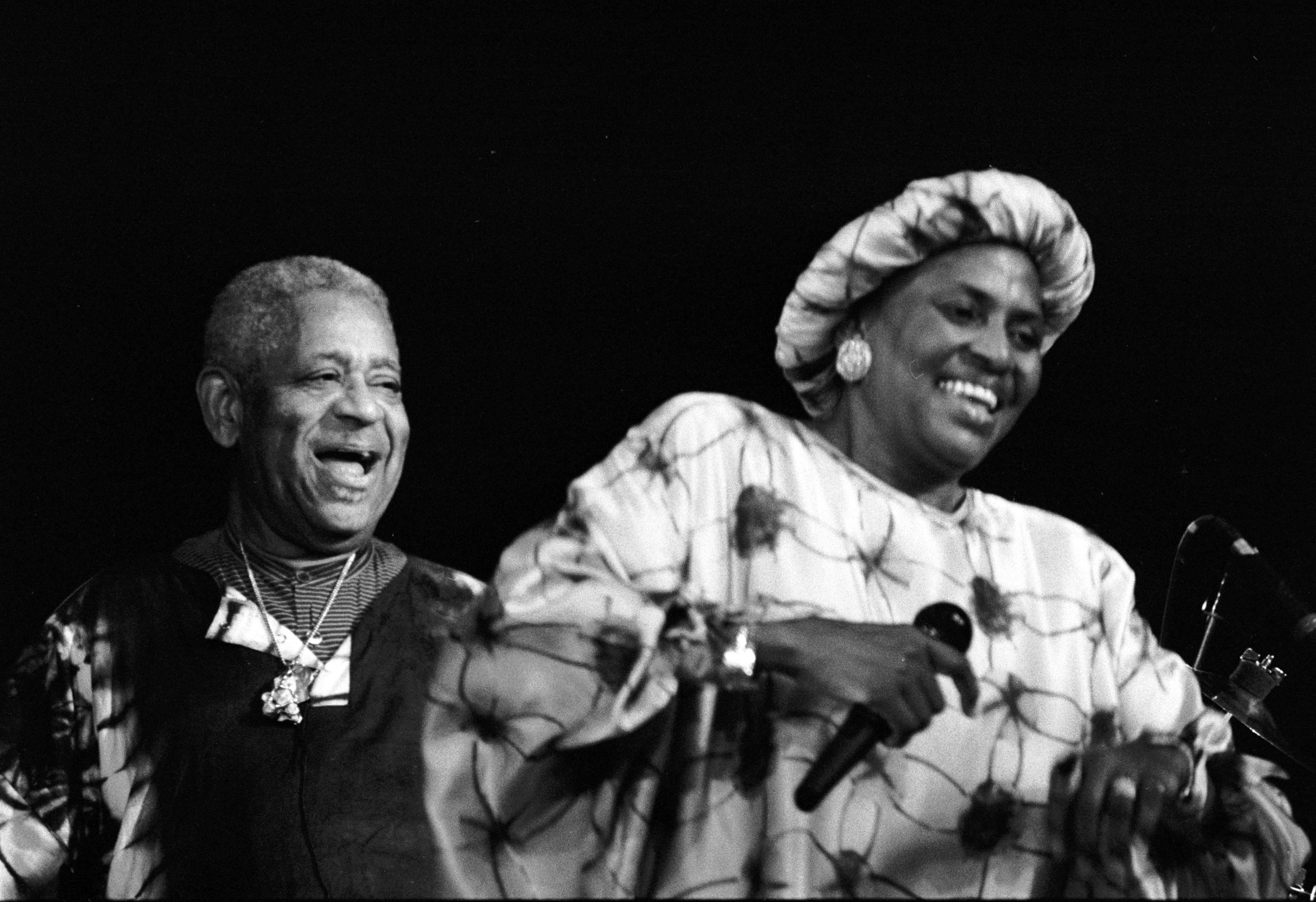
Miriam e Dizzy Gillespie em Calvados, 1991

Em 1991 ela, Gillespie, Simone e Masekela gravaram e lançaram um álbum de estúdio, Eyes on Tomorrow, onde combinavam jazz, R&B, pop e música tradicional do continente e que foi um sucesso em toda a África. Ela e Gillespie viajaram o mundo para promovê-lo. Em novembro daquele ano fez uma aparição no sitcom estadunidense The Cosby Show. Em 1992 estrelou o filme Sarafina!, que retratava estudantes envolvidos no Levante de Soweto, de 1976. Nele interpretou Angelina, mãe da personagem-título, um papel que a crítica do The New York Times descreveu como tendo sido desempenhado com "grande dignidade".
Em 16 de outubro de 1999 ela foi nomeada Embaixadora da Boa Vontade pela Organização das Nações Unidas para Alimentação e Agricultura. Em janeiro de 2000 seu álbum Homeland, produzido pela gravadora novaiorquina Putumayo World Music, foi indicado ao prêmio Grammy na categoria "Melhor Álbum de World Music". Miriam trabalhou em estreita colaboração com Graça Machel na defesa das crianças vítimas de HIV/AIDS, deficientes físicas e crianças-soldados. Criou o Makeba Center for Girls, um lar para órfãs, que um dos seus obituários descreveu como sendo o seu projeto mais pessoal. Também participou em 2002 do documentário "Amandla!: A Revolution in Four-Part Harmony", que retratou a participação do meio musical durante o período de lutas dos negros sul-africanos contra o apartheid. Em 2004 sua segunda autobiografia foi publicada. Em 2005 anunciou sua aposentadoria, e começou uma turnê de despedida. Apesar de sofrer de osteoartrite, continuou a se apresentar até sua morte. Nesse período, os netos Nelson Lumumba Lee e Zenzi Lee, e também seu bisneto Lindelani, ocasionalmente se juntavam a ela em seus shows.
No domingo 9 de novembro de 2008 ela participou de um show em Castel Volturno, próximo a Caserta, de apoio ao jornalista e escritor italiano Roberto Saviano, ameaçado de morte pela Camorra, organização mafiosa que atua na região da Campânia. Segundo o relato de uma agência de notícias, "Ela foi a última a subir ao palco, depois de vários outros cantores. Houve uma chamada ao palco, e nesse momento alguém perguntou aos microfones se havia um médico na assistência. Miriam Makeba tinha desmaiado". Ela havia acabado de cantar seu hit "Pata Pata" quando sofreu um ataque cardíaco; levada para a clínica Pineta Grande, os médicos não conseguiram reanimá-la. O diretor da clínica declarou à agência Reuters que "[Miriam Makeba] chegou às 23h15, [mas ela] já estava morta (...) [nós] tentamos revivê-la por três quartos de hora".
Na terça-feira depois de seu falecimento, após consultas à família, o Departamento de Relações Exteriores do governo sul-africano anunciou que seus restos mortais seriam trasladados ao país a fim de ser realizado o funeral e posterior cremação; sua neta Zenzi Mkhize declarou, então: “Minha avó queria que suas cinzas fossem espalhadas no mar para que as correntes as levassem a todos os lugares que ela já havia visitado”. O presidente Kgalema Motlanthe manifestou o desejo de dar-lhe um funeral de estado, e o embaixador do país em Roma, Lenin Shope, cuidou dos trâmites necessários para a liberação do corpo até o final da semana. No dia 15 de novembro, mesmo antes da chegada de seus restos, uma multidão já se aglomerava para a despedida, em Joanesburgo, diante do Coca Cola Dome, onde foram velados durante dois dias, até sua cremação em cerimônia familiar; em mensagem por vídeo, pois estava em viagem, o presidente Motlanthe ressaltou que "Vamos dizer alto e bom som. Miriam Makeba não foi carinhosamente chamada de Mama África à toa", e o Ministro das Artes a descreveu como  "uma mulher cujo nome se tornou sinônimo de luta mundial pela liberdade na África do Sul"; o vice-presidente Baleka Mbete e o ex-presidente Thabo Mbeki compareceram à cerimônia religiosa de despedida. Assim, ao meio-dia do dia 19 de novembro (uma quarta-feira), num momento organizado por Graça Machel, familiares e amigos de Makeba presenciaram na Cidade do Cabo suas cinzas serem espalhadas de um helicóptero no oceano.

## Música e imagem pública

### Estilo musical
Os grupos com os quais Makeba iniciou sua carreira executavam o mbube, um estilo de harmonia vocal que se inspirava no jazz americano, no ragtime e em hinos religiosos anglicanos, além de estilos musicais nativos. A cantora de Joanesburgo Dolly Rathebe foi uma das primeiras influências na música de Miriam, assim como as cantoras de jazz estadunidenses. O historiador David Coplan escreve que o "jazz africano" que se tornou popular com o seu trabalho e o de outros artistas foi "inerentemente hibridizado" em vez de derivar de qualquer gênero em particular, misturando o marabi nativo com o jazz, sendo portanto uma "música africana americanizada, e não uma música americana africanizada". Sua interpretação musical foi descrita pelo escritor britânico Robin Denselow como uma "mistura única de estilos vibrantes de aldeia e baladas influenciadas pelo jazz".
Ao longo de sua carreira ela lançou mais de trinta álbuns. Os estilos dominantes neles presentes mudaram ao longo do tempo, passando do jazz africano para gravações influenciadas pelo "cantar" de Belafonte à canção inspirada nas formas musicais tradicionais da África do Sul. Ela tem sido associada ao que se convencionou chamar de "world music" e o Afro-pop. Ela incorporou ainda estilos musicais latino-americanos em suas apresentações. A historiadora Ruth Feldstein descreveu sua música como "[cruzando] as fronteiras entre o que muitas pessoas associavam com a vanguarda e 'qualidade' cultural com o mainstream comercial"; o último aspeto frequentemente atraiu críticas negativas. Ela foi capaz de conquistar públicos das mais variadas origens políticas, raciais e nacionais.
Miriam era conhecida por ter um alcance vocal dinâmico e foi descrita como tendo uma consciência emocional durante suas apresentações. Ela às vezes dançava durante seus shows, e foi descrita como tendo uma presença sensual no palco. Era capaz de variar sua voz consideravelmente: um obituário observou que ela "podia voar alto como uma cantora de ópera, mas também podia sussurrar, rugir, sibilar, rosnar e gritar. Ela cantava enquanto dava os cliques epiglotais da língua xhosa". Ela cantava em inglês e em várias línguas africanas, mas nunca em africâner, a língua do governo do apartheid na África do Sul. Certa vez, ela declarou: "Quando os africâners cantarem na minha língua, cantarei na deles". O inglês era visto como a língua da resistência política pelos sul-africanos negros devido às barreiras educacionais que enfrentaram durante o apartheid; os Manhattan Brothers, com quem Makeba cantara em Sophiatown, foram proibidos de gravar em inglês. Suas canções nas línguas africanas foram descritas como uma reafirmação do orgulho negro.

### Política e opinião
Miriam dizia que não tocava música política, mas sim música sobre sua vida pessoal na África do Sul, que incluía a descrição da dor que sentia vivendo sob o apartheid. Certa vez ela afirmou que "as pessoas dizem que canto política, mas o que canto não é política, é a verdade", sendo um exemplo da mistura entre as questões pessoais e a política que os músicos viviam durante o apartheid. Quando ela foi para os Estados Unidos, evitou discutir o apartheid explicitamente, em parte por preocupação com sua família ainda na África do Sul. No entanto, ela é conhecida por usar sua voz para transmitir a mensagem política de oposição ao apartheid, atuando ampla e frequentemente pelos direitos civis e organizações antiapartheid. Mesmo canções que não traziam uma mensagem explicitamente política eram vistas como subversivas, por terem sido proibidas na África do Sul. Makeba viu sua música como uma ferramenta de ativismo, declarando que: "Em nossa luta, as canções não são simplesmente entretenimento para nós. Elas são a forma como nos comunicamos".
O uso de "cliques" por Makeba, comum em idiomas como o xhosa e o zulu (como nas canções "Qongqothwane", "The Click Song"), era frequentemente observado pelo público ocidental. Isso contribuiu para sua popularidade e sua imagem exótica, que os estudiosos descreveram como uma espécie de alteridade, exacerbada pelo fato de que o público ocidental muitas vezes não conseguia entender suas letras. Críticos nos Estados Unidos a descreveram como a "mulher da tribo africana" e como uma "importada da África do Sul", muitas vezes retratando-a em termos condescendentes como um produto de uma sociedade mais primitiva. Os comentaristas também frequentemente a descreviam em termos dos homens proeminentes com os quais ela era associada, apesar de sua própria proeminência. Durante o início de sua carreira na África do Sul ela foi vista como um símbolo sexual, uma imagem que recebeu consideravelmente menos atenção nos Estados Unidos.
Makeba foi descrita como um ícone de estilo, tanto em seu país quanto nos Estados Unidos. Ela não usava maquiagem e se recusou a alisar o cabelo em shows, ajudando assim a estabelecer um estilo que veio a ser conhecido internacionalmente como "look afro". De acordo com a estudiosa de música Tanisha Ford, seu penteado representava uma "estética de beleza africana liberada". Ela era vista como um ícone de beleza pelas garotas sul-africanas, que foram obrigadas a encurtar o cabelo pelo governo do apartheid. Makeba continuou usando joias africanas; ela desaprovava os clareadores de pele, comuns entre as mulheres sul-africanas na época, e se recusava a aparecer em anúncios para eles. Sua apresentação foi caracterizada por estudiosos como uma rejeição aos padrões de beleza predominantemente brancos que as mulheres nos Estados Unidos seguiam, o que permitiu a Makeba escapar parcialmente da sexualização dirigida às mulheres performáticas durante esse período. No entanto, os termos usados para descrevê-la na mídia dos EUA foram identificados por estudiosos como frequentemente usados para "sexualizar, infantilizar e animalizar" pessoas de herança africana.

## Legado e impacto cultural
Já em 1973 ela foi homenageada no filme Uma Nega Chamada Tereza, estrelado pelo cantor Jorge Ben, de quem Miriam gravara duas canções e cujo título se baseia na letra de "País Tropical": protagonista da história, Ben acompanha um casal de africanos que visita o Brasil; a mulher se chama "Makeba" e é interpretada por Marina Montini e, na trama, resolve ficar no país e muda seu nome para Tereza. O cantor voltaria a homenagear Miriam na canção "Mama África".
Miriam apresentou-se várias vezes em Portugal, sobretudo no final da década de 1970 e na de 1980; sua maior apresentação ali, entretanto, deu-se quando realizou um concerto durante a EXPO'98.

### Influência musical
Miriam era um dos africanos mais notórios nos Estados Unidos; como resultado, ela costumava ser um símbolo do continente africano para os estadunidenses. Sua música lhe rendeu o apelido de "Mama África", e era chamada de "Imperatriz da Canção Africana", "Rainha da música sul-africana" e ainda "primeira superestrela" da África. O musicólogo J. U. Jacobs declarou que a sua música "foi moldada e moldou a música negra sul-africana e estadunidense". O músico de jazz Abbey Lincoln está entre aqueles influenciados por seu trabalho. Miriam e Nina Simone figuram no grupo de artistas que ajudaram a moldar a soul music. Seu parceiro de longa data Belafonte a chamara, quando surgiu, de "o mais revolucionário novo talento a surgir em qualquer meio na última década". Falando após sua morte, Nelson Mandela a chamou de "primeira-dama da música da África do Sul", e disse que "sua música inspirou um poderoso sentimento de esperança em todos nós", completando: "Foi apropriado que seus últimos momentos tenham sido passados no palco, enriquecendo os corações e vidas de outras pessoas - e novamente em apoio a uma boa causa".
Fora de seu país natal Makeba era creditada por levar a música africana ao público ocidental e, junto a artistas como Youssou N'Dour, Salif Keita, Ali Farka Touré, Baaba Maal e Angélique Kidjo, por popularizar o estilo que os estadunidenses rotularam de "world music". Sua parceria com Belafonte na década de 1960 foi considerada como o marco de criação do gênero antes mesmo que este termo se popularizasse, como ainda destacou a diversidade e pluralismo cultural na música africana. Na África do Sul ela é considerada como havendo influenciado artistas como o músico Thandiswa Mazwai e sua banda Bongo Maffin, cuja faixa "De Makeba" é uma versão modificada de "Pata Pata", e uma das várias gravações em seu tributo lançadas após sua volta ao país. A jazzista sul-africana Simphiwe Dana foi definida como "a nova Miriam Makeba". A cantora sul-africana Lira tem sido frequentemente comparada a Makeba, especialmente por sua performance de "Pata Pata" durante a cerimônia de abertura da Copa do Mundo de Futebol de 2010. Um ano depois Kidjo dedicou seu show em Nova York a ela, definindo-a como a artista que havia "pavimentado o seu caminho para o sucesso". Em outro obituário a estudiosa Lara Allen se referiu a Makeba como "indiscutivelmente a mais famosa exportação musical da África do Sul". Em 2016 a cantora francesa Jain lançou "Makeba", em sua homenagem.

### Ativismo
Makeba era das pessoas mais visíveis na campanha contra o sistema racista que se instalara na África do Sul, e foi responsável por popularizar várias canções antiapartheid, dentre as quais "Meadowlands" de Strike Vilakezi e "Ndodemnyama we Verwoerd" ("Cuidado, Verwoerd") de Vuyisile Mini. Graças à sua grande projeção, ela se tornou uma espécie de porta-voz dos africanos que viviam sob regimes opressores e, em especial, dos sul-africanos negros que viviam sob o apartheid. Quando o governo de seu país a impediu de entrar no território, ela se tornou um símbolo da "crueldade do apartheid", e Miriam usou sua posição como celebridade ao testemunhar contra o regime perante a ONU em 1962 e 1964. Muitas de suas canções foram proibidas na terra natal e até mesmo aquelas apolíticas eram vistas como subversivas, fazendo com que seus discos fossem distribuídos clandestinamente. Ela então se tornou um símbolo de resistência ao governo da minoria branca, tanto dentro como fora do país. Numa entrevista dada em 2000, Masekela disse que "não [havia] ninguém na África que tenha tornado o mundo mais ciente do que estava acontecendo na África do Sul do que Miriam Makeba".
Ela também estava associada ao movimento anticolonialismo, aos movimentos pelos direitos civis e pelo poder negro nos Estados Unidos e ao movimento pan-africanista. Ela pedia unidade entre os negros de ascendência africana em todo o mundo: "Os africanos que vivem em todos os lugares devem lutar em todos os lugares. A luta não é diferente na África do Sul, nas ruas de Chicago, Trinidad ou Canadá. Os negros são as vítimas do capitalismo, do racismo e da opressão, ponto final". Após seu casamento com Carmichael ela frequentemente aparecia com ele durante seus discursos; ele mais tarde descreveu que sua presença nesses eventos era uma vantagem, e Feldstein escreveu que ela realçava a mensagem dele de que black is beautiful. Assim como artistas como Simone, Lena Horne e Abbey Lincoln, ela usou sua posição como cantora proeminente para a defesa dos direitos civis. O ativismo do casal, como descreveram, chamava simultaneamente a atenção para as disparidades raciais e de gênero, destacando "que a libertação que eles desejavam não poderia separar raça de sexo". A crítica de Makeba ao feminismo de segunda onda como sendo um produto do luxo levou os analistas a não quererem chamá-la de feminista. A acadêmica Ruth Feldstein afirmou que Makeba e outros por meio de sua atuação influenciaram tanto o feminismo negro quanto o feminismo de segunda onda, e a historiadora Jacqueline Castledine referiu-se a ela como uma das "vozes mais firmes pela justiça social".

### Premiações e reconhecimento
A colaboração de Makeba com Harry Belafonte em 1965 ganhou um Grammy, tornando-a a primeira cantora africana a receber este prêmio. Em 2001 ela compartilhou o Prêmio de Música Polar com Sofia Gubaidulina. Elas receberam a premiação de Carl XVI Gustaf, Rei da Suécia, durante uma cerimônia transmitida pela televisão nacional em Berwaldhallen, Estocolmo, em 27 de maio de 2002.
Ela recebeu, em 1986 o Prêmio da Paz que lembra Dag Hammarskjöld, e em 2001 foi condecorada com a Medalha da Paz Otto Hahn, em ouro, da Associação das Nações Unidas em Berlim, "por serviços excepcionais para a paz e pela compreensão internacional". Ela recebeu ainda vários doutorados honorários. Em 2004 ficou em 38º lugar numa enquete que classificou os cem maiores sul-africanos.
Um musical sobre ela foi produzido na África do Sul por Niyi Coker, intitulado Mama Africa. O título original seria Zenzi!, e estreou para uma multidão que esgotou os ingressos na Cidade do Cabo em 26 de maio de 2016. Foi apresentado nos Estados Unidos entre outubro e dezembro daquele ano, retornando ao país de origem em fevereiro de 2017, para o que seria o 85º aniversário de Makeba.
Na França, de 25 a 27 de setembro de 2009, foi exibido um programa de televisão em homenagem a ela intitulado "Hommage à Miriam Makeba" que teve por apresentadora a cantora, compositora e ativista do Benin Angélique Kidjo e foi realizado no Cirque d'hiver de Paris. O mesmo show foi apresentado em Londres em 21 de novembro de 2009, com o nome de Mama Africa: Celebrating Miriam Makeba, no Barbican Centre. Um documentário sobre sua vida chamado Mama Africa, coescrito e dirigido pelo cineasta finlandês Mika Kaurismäki foi realizado em 2011. Em 4 de março de 2013, e novamente para comemorar o Dia Internacional da Mulher em 2017, ela foi homenageada com um doodle do Google em sua página inicial. Em 2014 ela foi homenageada (junto com Nelson Mandela, Albertina Sisulu e Steve Biko) na cidade belga de Ghent, que deu seu nome a uma praça, a "Miriam Makebaplein". A revista Time, em 2020, nomeou Miriam como a "mulher do ano" de 1967, numa lista das 100 "mulheres do ano" entre 1920 e 2019.

## Principais álbuns e canções
Esta é uma lista dos principais álbuns e canções de Miriam Makeba, que receberam significativa menção em comentários sobre ela ou sobre seu trabalho musical e ativismo político.
Álbuns
- Miriam Makeba (1960)[38]
- The Many Voices of Miriam Makeba (1962)[171]
- An Evening with Belafonte/Makeba (1965)[73]
- Comme une symphonie d'amour (1979)
- The Queen of African Music (1987)
- Sangoma (1988)[16]
- Welela (1989)[28]
- Eyes on Tomorrow (1991)[87]
- Homeland (2000)[10]

Canções
- "Lakutshn, Ilanga"/Lovely Lies" (1956)[172]
- "Sophiatown is Gone"[173]
- "The Click Song" / "Mbube" (1963)[63]
- "Pata Pata" (1967)[63]
- "Lumumba" (1970)[75]
- "Malcolm X" (1974)[75]
- "Soweto Blues" (1977)
- "Thula Sizwe/I Shall Be Released" (1991)[174][175]
- "Malaika"[11]